# Dejanira
Dejanira ou Deianira (em grego: Δηϊάνειρα, romanizado: Dēiáneira; em latim: Deianira), também chamada de Andresa (em latim: Andreae) uma filha de Eneu. Ela e Héracles foram os pais de Hilo.

## Família
Seu pai, Eneu, era filho de Portaon e Eurite, filha de Hipodamas. Sua mãe era Altaia, filha de Téstio e Eurítemis, filha de Cleoboia.
Eneu, rei de Calidão, foi o primeiro que recebeu a vinha de Dionísio. Eneu se casou com Altaia, e teve vários filhos, Toxeu, Tireu, Clímeno, e várias filhas, Gorge e Dejanira, mas algumas versões dizem que Dejanira era filha de Dionísio. Toxeu foi morto pelo próprio pai e Gorge se casou com Andremão. Outro filho de Altaia foi Meleagro, cujo pai poderia ser Eneu ou o deus Ares.
Depois da morte de Altaia, que se suicidou após haver causado a morte do filho Meleagro, Eneu se casou com Peribeia, filha de Hiponoo, com quem teve Tideu; porém, segundo Pisandro, a mãe de Tideu era Gorge, filha de Eneu, que havia se apaixonado pela própria filha por causa de Zeus.

## Características
Dejanira dirigia uma carruagem, e praticava a arte da guerra.

## Casamento com Héracles

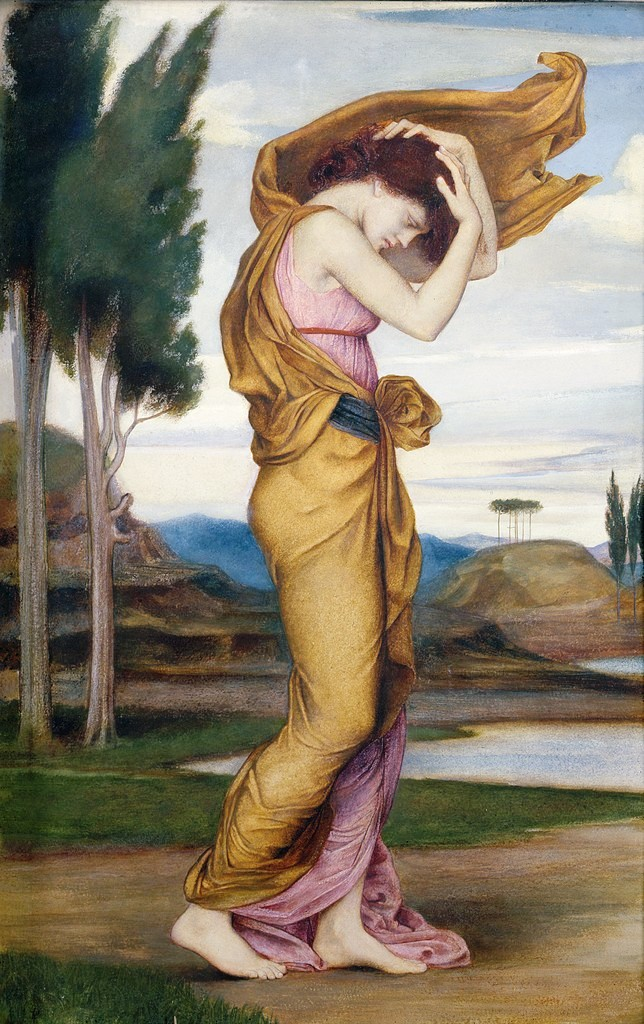
Dejanira
Por Evelyn De Morgan

Na versão mitológica de Pseudo-Apolodoro, Héracles lutou contra o rio Aqueloo pela mão de Dejanira. 
Na versão racionalizada de Diodoro Sículo, ele desviou o rio Aqueloo para ajudar os calidônios a ganharem mais terra arável. O mito de Héracles ter lutado contra o deus-rio Aqueloo seria a versão dos poetas de uma obra de engenharia: Héracles desviou o rio, criando terra, onde cresceram várias frutas, como uvas e maçãs, em uma região chamada de Chifre de Amalteia.